# Nikjup

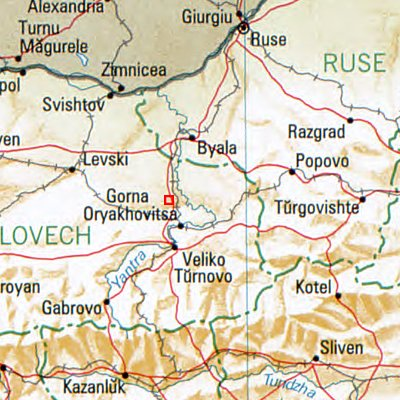
Nikjup (rotes Viereck) - bulgarien - Nachbarorte: Gorna Orjachowiza, Weliko Tarnowo, Bjala

Nikjup [niˈkjup] (bulg. Никюп) ist ein Dorf in Nordbulgarien. Es liegt 20 km nördlich der alten bulgarischen Hauptstadt Weliko Tarnowo (Zweites Bulgarisches Reich).

## Geographie
Das Dorf liegt zentral in der bulgarischen Donauebene, in der Nähe des Flusses Rossiza.

## Geschichte
Die antike römische Stadt Nicopolis ad Istrum („Stadt des Sieges an der Donau“) liegt 3 km vom Dorf entfernt. Seit 2010 ist der Ort Namensgeber für den Nikyup Point, eine Landspitze in der Antarktis. 